# Dilophus partitus
Dilophus partitus är en tvåvingeart som beskrevs av Hardy 1982. Dilophus partitus ingår i släktet Dilophus och familjen hårmyggor. Inga underarter finns listade i Catalogue of Life.